# Тодор Моров
Тодор (Теодор) Стоянов Мо̀ров е български зоолог, професор.

## Биография
Роден е в Габрово на 27 март 1877 г. Завършва Априловската гимназия и учителства една година в Поповци. През 1901 г. завършва естествени науки с докторат в Мюнхен. Между 1901 и 1902 г. работи като асистент в Зоологическия музей на университета в Мюнхен, а през 1902 – 1903 г. в Опитната станция за риболов при Висшето ветеринарно училище в Мюнхен. След това специализира при Рихард фон Хертвиг. След завръщането си в България, от 1 септември 1903 г. работи като инспектор по риболова в Министерство на търговията и земеделието. През 1905 – 1906 г. е учител по естествена история в Първа мъжка гимназия в София. От 24 август 1907 г. е извънреден професор по зоология в Софийския университет. След университетската криза е уволнен, до 1914 г. е учител в Първа мъжка гимназия. Заедно с това, до 1910 г., води занятия в Бактериологическия институт към Министерство на народното здраве. От 1914 г. е началник на риболовното бюро към Министерство на земеделието. Ръководи и контролира риболовната дейност по река Дунав, Черно море и вътрешните водоеми в България. От 1919 г. е избран за редовен доцент по сравнителна анатомия и хистология в Зоологическия институт на Софийския университет. От 1 април 1922 г. е назначен за извънреден професор, а от 8 март 1926 г. е редовен професор. От 1926 до 1941 г. е ръководител на катедрата по сравнителна анатомия и хистология във Физико-математическия факултет на Софийския университет.
Умира на 26 юли 1941 г. в София.
Личният му архив се съхранява във фонд 812К в Централен държавен архив. Той се състои от 18 архивни единици от периода 1901 – 1941 г.

## Научна и обществена дейност
Тодор Моров извършва изследвания в областта на паразитологията, ихтиологията, цитологията, морфологията, анатомията и ембриологията на животните. Работи по организацията на риболова и изследва сладководните риби в България. През 1929 г. основава Българския рибарски съюз. Сътрудник на списание „Природа“.

## Научни трудове
По-значимите научни трудове на Тодор Моров са:
- „Студии върху осемлъчевите корали“ (1902)
- „Стопанско значение на рибарството и състоянието му в България“ (1919)
- „Сладководните риби в България“ (1931)
- „Сравнителна анатомия на гръбначните животни“ (1931)
- „Обща сравнителна ембриология“ (1934)[1][2]